# Kaj Kjær
Kaj Kjær (født 8. juni 1938) var borgmester i Aalborg mellem 1981 og 1998, valgt for Socialdemokraterne.
Den uddannede typograf blev valgt ind i Aalborg Byråd i skolerådmand. 
Han overtog borgmesterembedet, efter at Marius Andersen måtte træde tilbage i forbindelse med den såkaldte Aalborg-skandale. Kaj Kjær måtte efterfølgende arbejde mod »ånden fra Marius Andersens borgmestertid«. 
Ved valget i 1985 lykkedes det Kaj Kjær at opnå over 15.000 personlige stemmer. Valget bragte samtidig SF stor fremgang. Kaj Kjær udtrykte bagefter, at arbejderflertallet viste sin styrke, og fastslog at "Aalborg er en rød by". 
Han blev landskendt, da han i slutningen af 1990'erne opfordrede til et stop for tilgangen af somaliske flygtninge. Kaj Kjær mente ikke, at der var tale om ægte flygtninge, men kaldte dem i stedet prinser og prinsesser, som kom blot for at nasse på det danske samfund og sende penge hjem til familien. 
Han gik af i 1998 og blev efterfulgt af Henning G. Jensen.